# Gau-Bickelheim
Gau-Bickelheim település Németországban, Rajna-vidék-Pfalz tartományban. Lakosainak száma 2171 fő (2023. december 31.).

## Népesség
A település népességének változása:
| Lakosok száma | 1396 | 2100 | 2089 | 2170 | 2178 | 2171 |
|               | 1975 | 2017 | 2019 | 2021 | 2022 | 2023 |